# Rock of Gibraltar
Ne doit pas être confondu avec Rocher de Gibraltar.
Rock of Gibraltar (1999-2022) est un cheval de course né en Irlande des œuvres de Danehill et Offshore Boom, par Be My Guest. Surnommé "The Rock", il a réussi l'exploit de remporter 7 courses de groupe 1 d'affilée, battant alors le record du monde en la matière, détenu jusqu'alors par Mill Reef, et possédé depuis 2012 par Frankel. 

## Carrière de courses
Propriété du manager de Manchester United Alex Ferguson et de Susan Magnier, épouse du propriétaire du haras irlandais Coolmore, il était entrainé par Aidan O'Brien à Ballydoyle Stables dans le comté de Tipperary, et fut toujours monté par Michael Kinane, sauf à l'occasion de sa victoire dans les 2000 guinées Stakes, où Johnny Murtagh le remplaça. L'association Ferguson/Magnier a connu quelques orages avec un désaccord sur les termes de la copropriété du cheval. L'affaire s'est terminée devant les tribunaux. 
Rock of Gibraltar courut beaucoup à 2 ans, terminant son année par deux victoires de groupe 1, dans le Grand Critérium et les Dewhurst Stakes. Néanmoins, le titre de meilleur 2 ans européen lui échappe au profit de son compagnon d'écurie Johannesburg. En 2002, il effectue sa rentrée directement dans les 2000 Guinées, qu'il remporte avant de réaliser le doublé avec les guinées irlandaises. Il en est alors à sa quatrième victoire de groupe 1 d'affilée, et il fait grimper ce score à sept au cours de la saison. Il ne peut toutefois achever sa carrière par une victoire, étant devancé par le Français Domedriver à l'arrivée du Breeders' Cup Mile. À l'issue d'une saison qui restera exceptionnelle, il est sacré cheval européen de l'année et meilleur 3 ans et son rating FIAH de 128 fait de lui le numéro 1 mondial de l'année, tandis que Timeform lui délivre un rating de 133. 

### Résumé de carrière
| Date         | Hippodrome     | Pays        | Course                    | Statut      | Distance    | Jockey      | Place       | Écart       | Vainqueur ou deuxième |
| 2001, 2 ans  | 2001, 2 ans    | 2001, 2 ans | 2001, 2 ans               | 2001, 2 ans | 2001, 2 ans | 2001, 2 ans | 2001, 2 ans | 2001, 2 ans | 2001, 2 ans           |
| ------------ | -------------- | ----------- | ------------------------- | ----------- | ----------- | ----------- | ----------- | ----------- | --------------------- |
| 21 avril     | Curragh        | Irlande     | Maiden                    |             | 1 000 m     | M. Kinane   | 1er / 6     | 2           | Sandford Park         |
| 19 juin      | Ascot          | Royaume-Uni | Coventry Stakes           | Gr. 2       | 1 200 m     | M. Kinane   | 6e / 20     |             | Landseer              |
| 1er juillet  | Curragh        | Irlande     | Railway Stakes            | Gr. 2       | 1 200 m     | M. Kinane   | 1er / 8     | 2           | Hawk Wing             |
| 22 août      | York           | Royaume-Uni | Gimcrack Stakes           | Gr. 2       | 1 200 m     | M. Kinane   | 1er / 4     | 3           | Ho Choi               |
| 14 septembre | Doncaster      | Royaume-Uni | Champagne Stakes          | Gr. 2       | 1 400 m     | M. Kinane   | 2e / 8      | 1           | Dubaï Destination     |
| 7 octobre    | Longchamp      | France      | Grand Critérium           | Gr. 1       | 1 400 m     | M. Kinane   | 1er / 5     | 3           | Bernebeau             |
| 20 octobre   | Newmarket      | Royaume-Uni | Dewhurst Stakes           | Gr. 1       | 1 400 m     | M. Kinane   | 1er / 8     | cte tête    | Landseer              |
| 2002, 3 ans  |                |             |                           |             |             |             |             |             |                       |
| 4 mai        | Newmarket      | Royaume-Uni | 2000 Guineas              | Gr. 1       | 1 600 m     | J. Murtagh  | 1er / 22    | encolure    | Hawk Wing             |
| 25 mai       | Curragh        | Irlande     | Irish 2000 Guineas        | Gr. 1       | 1 600 m     | M. Kinane   | 1er / 7     | 1 ½         | Century City          |
| 18 juin      | Ascot          | Royaume-Uni | St. James's Palace Stakes | Gr. 1       | 1 600 m     | M. Kinane   | 1er / 9     | 1 ¾         | Landseer              |
| 31 juillet   | Goodwood       | Royaume-Uni | Sussex Stakes             | Gr. 1       | 1 600 m     | M. Kinane   | 1er / 5     | 2           | Noverre               |
| 8 septembre  | Longchamp      | France      | Irish Champion Stakes     | Gr. 1       | 1 600 m     | M. Kinane   | 1er / 7     | 1/2         | Banks Hill            |
| 26 octobre   | Arlington Park | États-Unis  | Breeders' Cup Mile        | Gr. 1       | 1 600 m     | M. Kinane   | 2e / 14     | 3/4         | Domedriver            |

## Au haras
À son entrée au haras, Rock of Gibraltar fait partie des jeunes étalons les plus en vue, et le prix d'une saillie s'élève à 100 000 € ou 132 000 AU$, puisqu'il fait la navette entre les antennes irlandaise et australienne Coolmore. Depuis, le tarif a nettement baissé, pour atteindre 45 000 € / 82 500 AU$ en 2006. En 2007, il est envoyé officier au Japon pour une saison, avant de revenir faire la navette entre l'Irlande (35 000 €, puis 27 500 € en 2009) et l'Australie (82 500 AU$), puis de se fixer définitivement en Irlande, où ses services sont facturés 10 000 € en 2016. Malgré ce changement de standing, Rock of Gibraltar s'affirme comme un reproducteur de talent, ayant engendré une quinzaine de vainqueurs de groupe 1 dans les deux hémisphères, dont Big Rock (Queen Elizabeth II Stakes), Mount Nelson (Critérium international, Eclipse Stakes), Eagle Mountain (Hong Kong Cup) ou Samitar (1000 Guinées Irlandaises). Il meurt d'un arrêt cardiaque le 23 octobre 2022. 

## Origines
Fils du grand Danehill, Rock of Gibraltar se recommande essentiellement de sa 3e mère, River Lady, qui donna le champion et grand étalon Riverman (Poule d'Essai des Poulains, Prix d'Ispahan, 2e des Champion Stakes, 3e des King George). On notera également l'inbreedring 4x4x4 sur la grande poulinière Natalma.

### Pedigree
| Origines de Rock of Gibraltar (IRE), mâle bai né en 1999 | Origines de Rock of Gibraltar (IRE), mâle bai né en 1999 | Origines de Rock of Gibraltar (IRE), mâle bai né en 1999 | Origines de Rock of Gibraltar (IRE), mâle bai né en 1999 |
| -------------------------------------------------------- | -------------------------------------------------------- | -------------------------------------------------------- | -------------------------------------------------------- |
| Père Danehill                                            | Danzig                                                   | Northern Dancer                                          | Nearctic                                                 |
| Père Danehill                                            | Danzig                                                   | Northern Dancer                                          | Natalma                                                  |
| Père Danehill                                            | Danzig                                                   | Pas de Nom                                               | Admiral's Voyage                                         |
| Père Danehill                                            | Danzig                                                   | Pas de Nom                                               | Petitioner                                               |
| Père Danehill                                            | Razyana                                                  | His Majesty                                              | Ribot                                                    |
| Père Danehill                                            | Razyana                                                  | His Majesty                                              | Flower Bowl                                              |
| Père Danehill                                            | Razyana                                                  | Spring Adieu                                             | Buckpasser                                               |
| Père Danehill                                            | Razyana                                                  | Spring Adieu                                             | Natalma                                                  |
| Mère Offshore Boom                                       | Be My Guest                                              | Northern Dancer                                          | Nearctic                                                 |
| Mère Offshore Boom                                       | Be My Guest                                              | Northern Dancer                                          | Natalma                                                  |
| Mère Offshore Boom                                       | Be My Guest                                              | What a Treat                                             | Tudor Minstrel                                           |
| Mère Offshore Boom                                       | Be My Guest                                              | What a Treat                                             | Rare Treat                                               |
| Mère Offshore Boom                                       | Push a Button                                            | Bold Lad                                                 | Bold Ruler                                               |
| Mère Offshore Boom                                       | Push a Button                                            | Bold Lad                                                 | Barn Pride                                               |
| Mère Offshore Boom                                       | Push a Button                                            | River Lady                                               | Prince John                                              |
| Mère Offshore Boom                                       | Push a Button                                            | River Lady                                               | Nile Lady (famille 10-a)                                 |